# Fachwerkschwelle

Fachwerk-Fachbegriffe: 1 Eckständer, 2 Strebe, 3 Rähm, 4 Ständer, 5 Kopfwinkelholz, 6 Kopfband, 7 Gegenstrebe, 8 Strebe, 9 Riegel, 10 Sturzriegel, 11 Brüstungsriegel, 12 Andreaskreuz, 13 Schwelle, 14 Fußwinkelholz, 15 Fußband, 16 Schwellriegel

Die Fachwerkschwelle ist der unterste, waagerecht liegende Holzbalken in Fachwerkkonstruktionen. Die Schwelle oder das Schwellholz (österreichisch: Schweller) läuft im Gegensatz zum Riegel durch, auf ihr ruht die Fachwerkwand mit ihren Ständern, Streben und Bändern.
Den oberen Abschluss der Fachwerkwand bildet das ebenfalls waagerecht verlaufende Rähm, darauf liegen die Balkenköpfe der Deckenbalken, und auf den Deckenbalken folgt wieder die Schwelle des nächsten Stockwerks.

## Begriffsunterscheidungen und Abgrenzung
Die Schwelle direkt auf der Grundmauer oder dem Sockel bzw. dem Fundament heißt Grundschwelle (Grundbalken).
Die in den oberen Stockwerken auf den Deckenbalken liegende Schwelle ist die Stockschwelle, Saumschwelle oder Fußschwelle.
Das der Schwelle entsprechende Bauteil in der Dachkonstruktion ist die Fußpfette. Wenn die Schwelle bzw. die Pfette auf einer massiven Wand aufliegt, wird sie gelegentlich auch als Mauerlatte bezeichnet.
Als Türschwelle wird das unterste Querholz einer Tür deswegen bezeichnet, weil sie eigentlich eine Fachwerkschwelle in einer Außen- oder Innenwand ist, über die man hinwegsteigen muss.

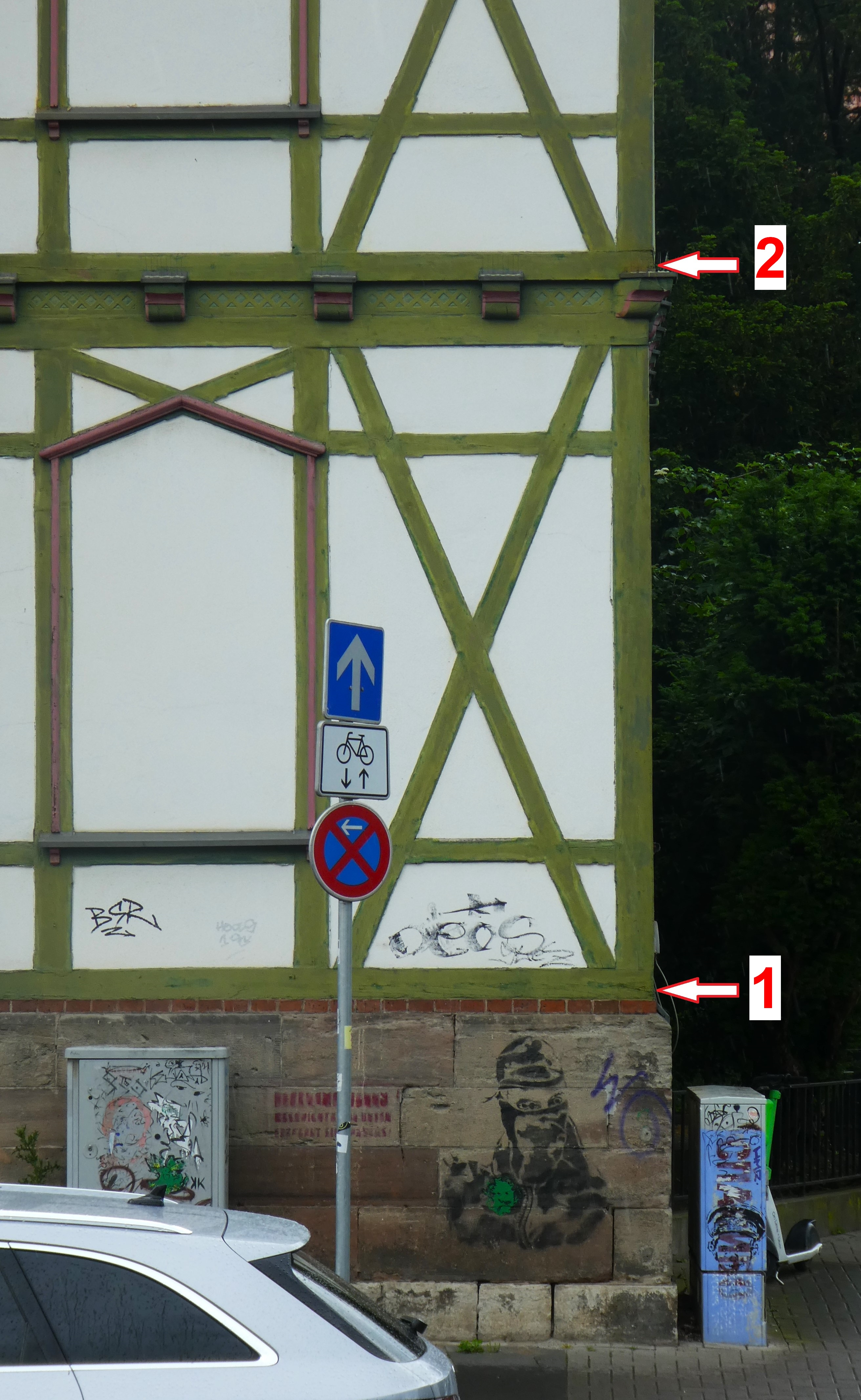
Zwei Arten von Fachwerkschwellen: 1 Grundschwelle, 2 Stockschwelle

Fehlt im Fachwerk die Grundschwelle, dann stehen die Ständer unmittelbar auf dem Haussockel auf. In diesem Fall kann zwischen den Ständerfüßen auf dem Sockel jeweils ein horizontales Holz eingebaut werden. Diese kurzen Hölzer anstelle einer Schwelle werden analog zu höher gelegenen zwischen den Ständern eingefügten horizontalen Wandriegeln als Schwellriegel (Schwellenriegel) bezeichnet. Eine solche Bauweise ist über tausend Jahre alt und archäologisch bereits in den frühmittelalterlichen Siedlungen in der Stellerburg und in Haithabu nachweisbar; weitere hochmittelalterliche Baubefunde sind aus dem 13. Jahrhundert bekannt. Schwellriegel mit Hakenblattanschlüssen sind im Fachwerkbau vereinzelt noch bis Ende des 19. Jahrhunderts verwendet worden.

## Wortherkunft
Die Wurzel des Wortes Schwelle liegt nach dem Deutschen Wörterbuch der Brüder Grimm nicht in schwellen, sondern geht auf eine besondere gleichlautende Wurzel (svelo-) in der Bedeutung gründen zurück.

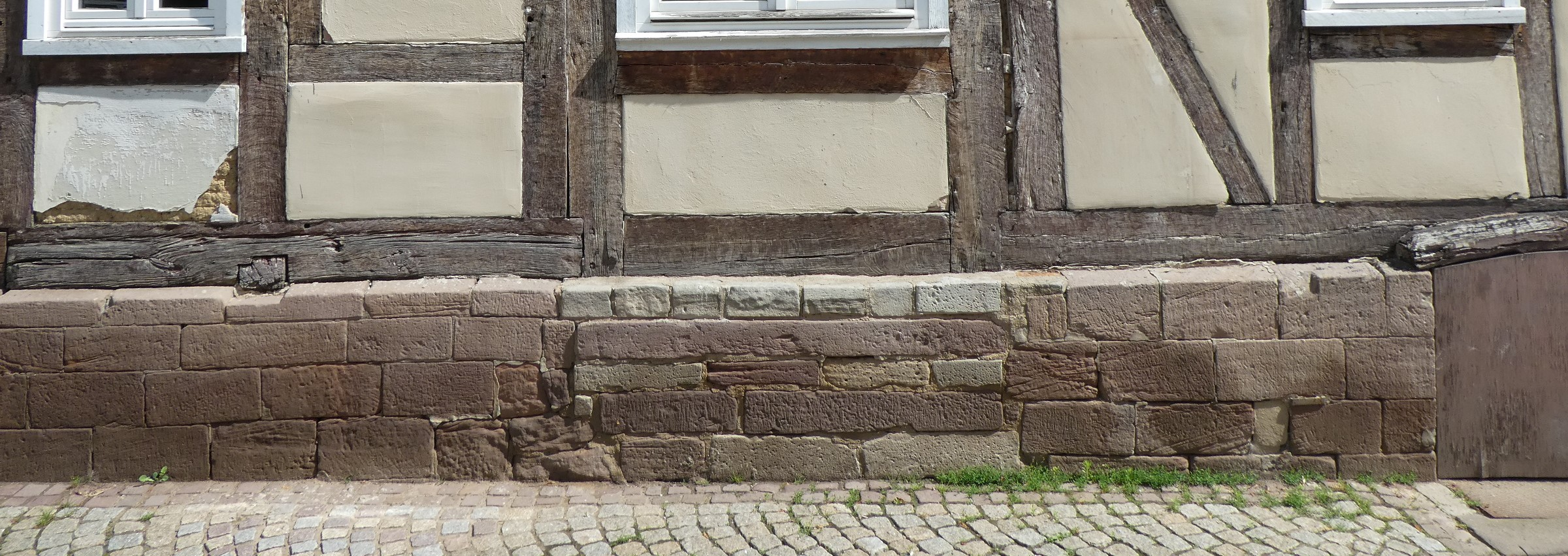
Fachwerkschwelle auf einem Sandsteinsockel, in der Mitte mit einem Schwellriegel, hier als Folge einer nachträglich geschlossenen Türöffnung (Hedemünden, Oppertor 24)

Diese Wortherkunft aus der Fundamentgründung mag die Erklärung dafür sein, dass auch die einzelnen Elemente eines hölzernen Rosts bei schlecht tragendem Baugrund Schwellen heißen; vgl. auch die Schwellen als Teile des Eisenbahnoberbaus.

## Konstruktion und Gestaltung
In historischer Fachwerkarchitektur wurde die Grundschwelle in der Regel rein konstruktiv als einfaches Kantholz mit rechteckigem Querschnitt ausgebildet, mit wenigen Abweichungen. So kommen in Südniedersachsen beim Fachwerkbau um 1600 ein paar Zentimeter vorstehende Grundschwellen mit obenliegender Fase vor. Sie bilden gestalterisch also zusätzlich einen vorspringenden Steinsockel nach.
Die höher liegenden und gut sichtbaren Stockschwellen waren seit Beginn der Verzierung von Fachwerkhäusern im 15. Jahrhundert bevorzugter Ort für Hausinschriften, d. h. Sprüche, Datums- und Bauherrenhinwiese, aber auch für mehr oder weniger repräsentative, verzierende Schnitzereien. Der Brauch versiegte bei städtischen Bauten Ende des 18. Jahrhunderts, bei ländlichen Bauten verzögert im 19. Jahrhundert.

Vgl. auch Artikel → Bibelverse an Fachwerkhäusern

Gestaltung von Fachwerkschwellen
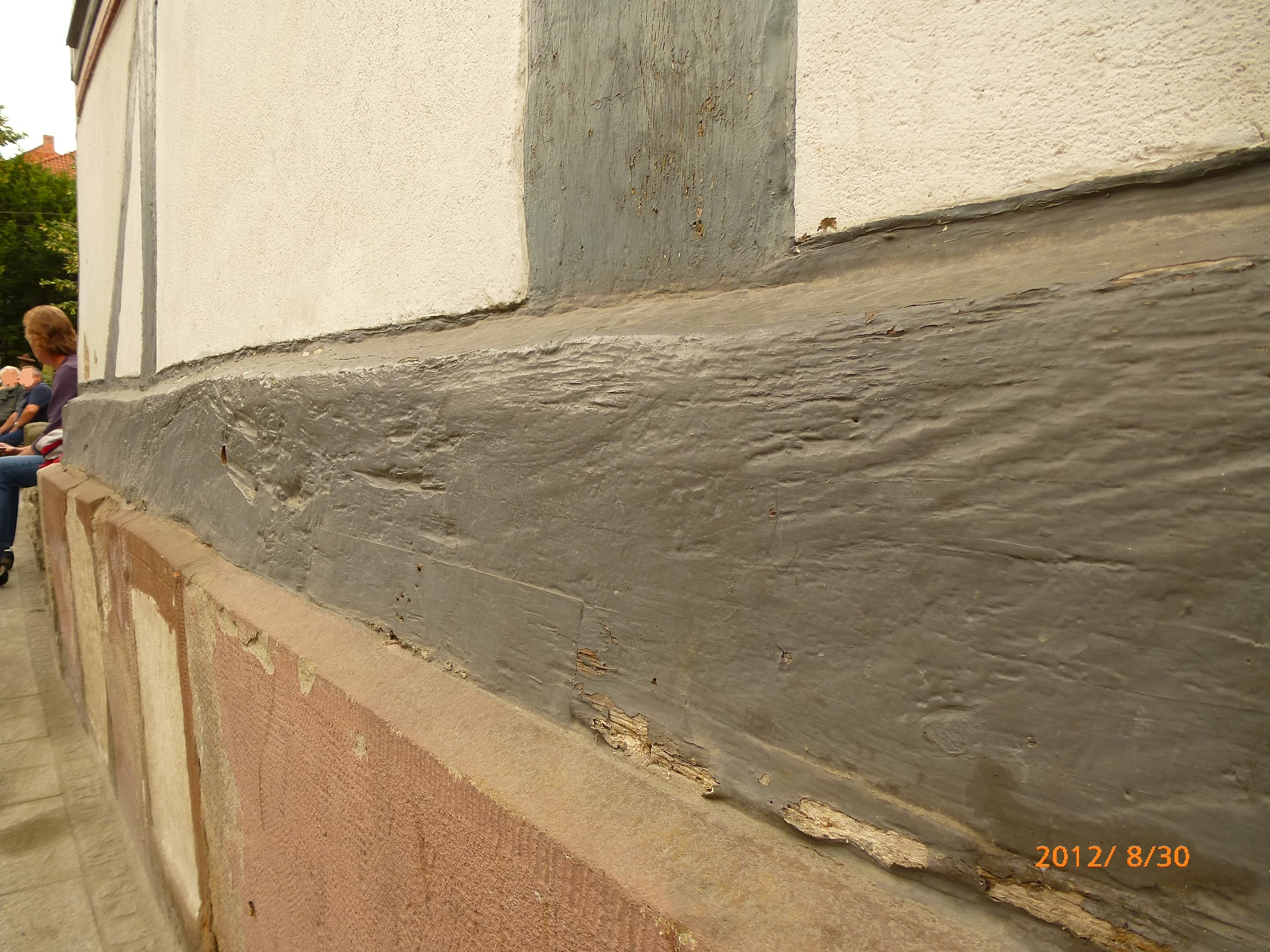
Grundschwelle mit Sockel-Fase (Göttingen, Pfarrhaus Jacobikirchhof 1, erbaut 1603[14])
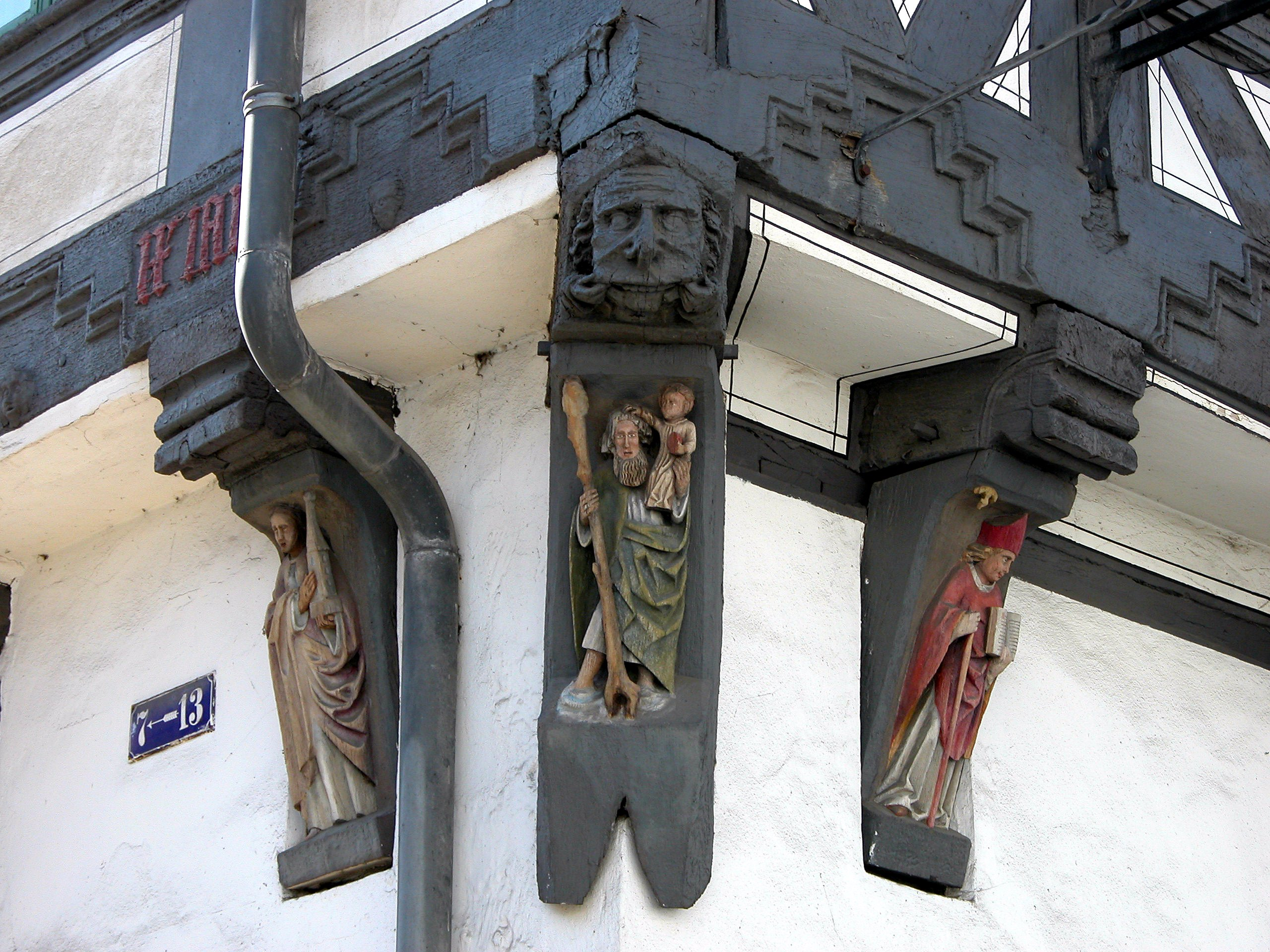
Geschnitzter Treppenfries auf einer Stockwerkschwelle (Braunschweig, Haus Ritter St. Georg, erbaut 1489)
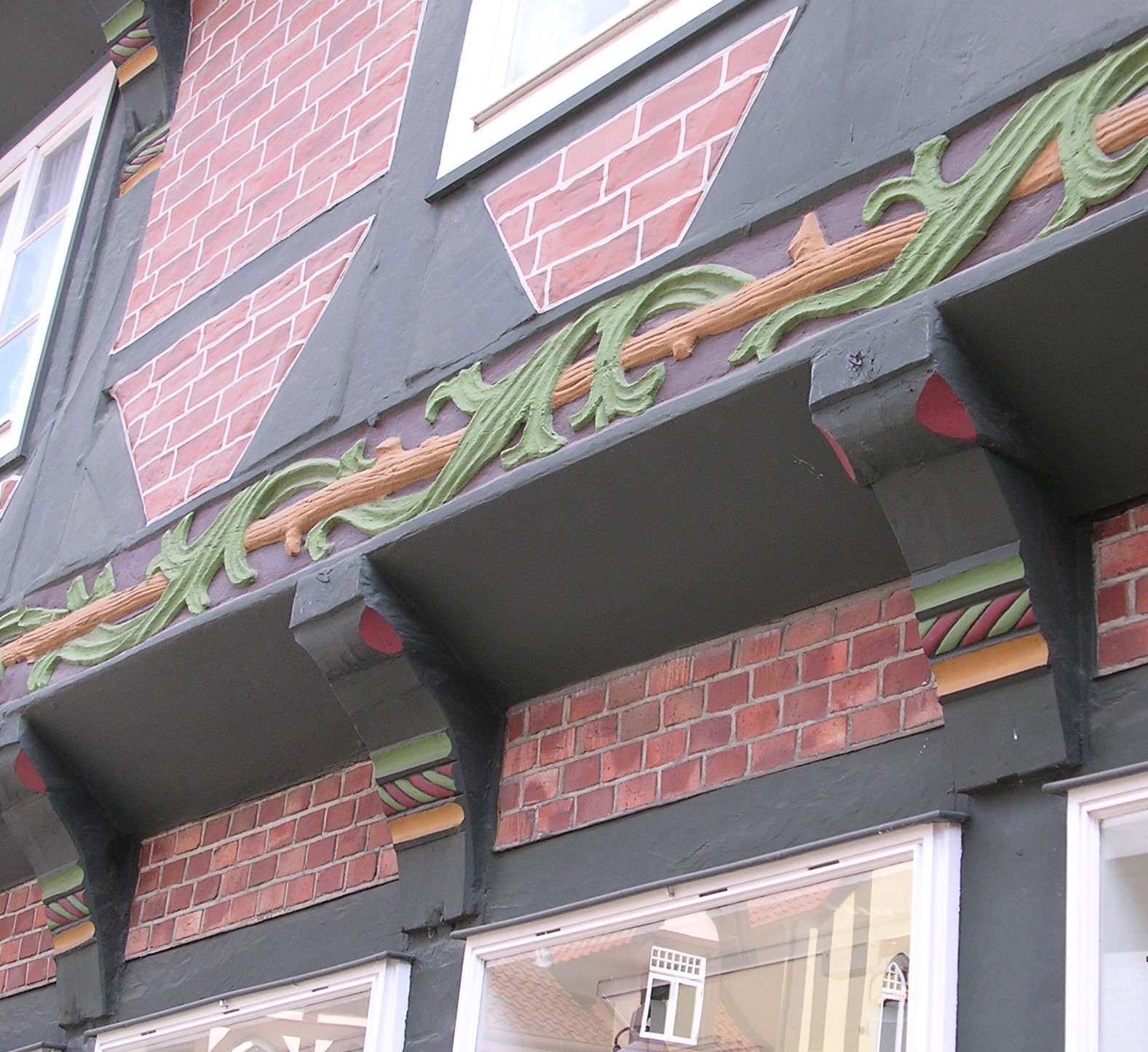
Geschnitzter Stab- und Laubwerkfries auf einer Stockwerkschwelle (Hoppenerhaus, Celle, erbaut 1532)
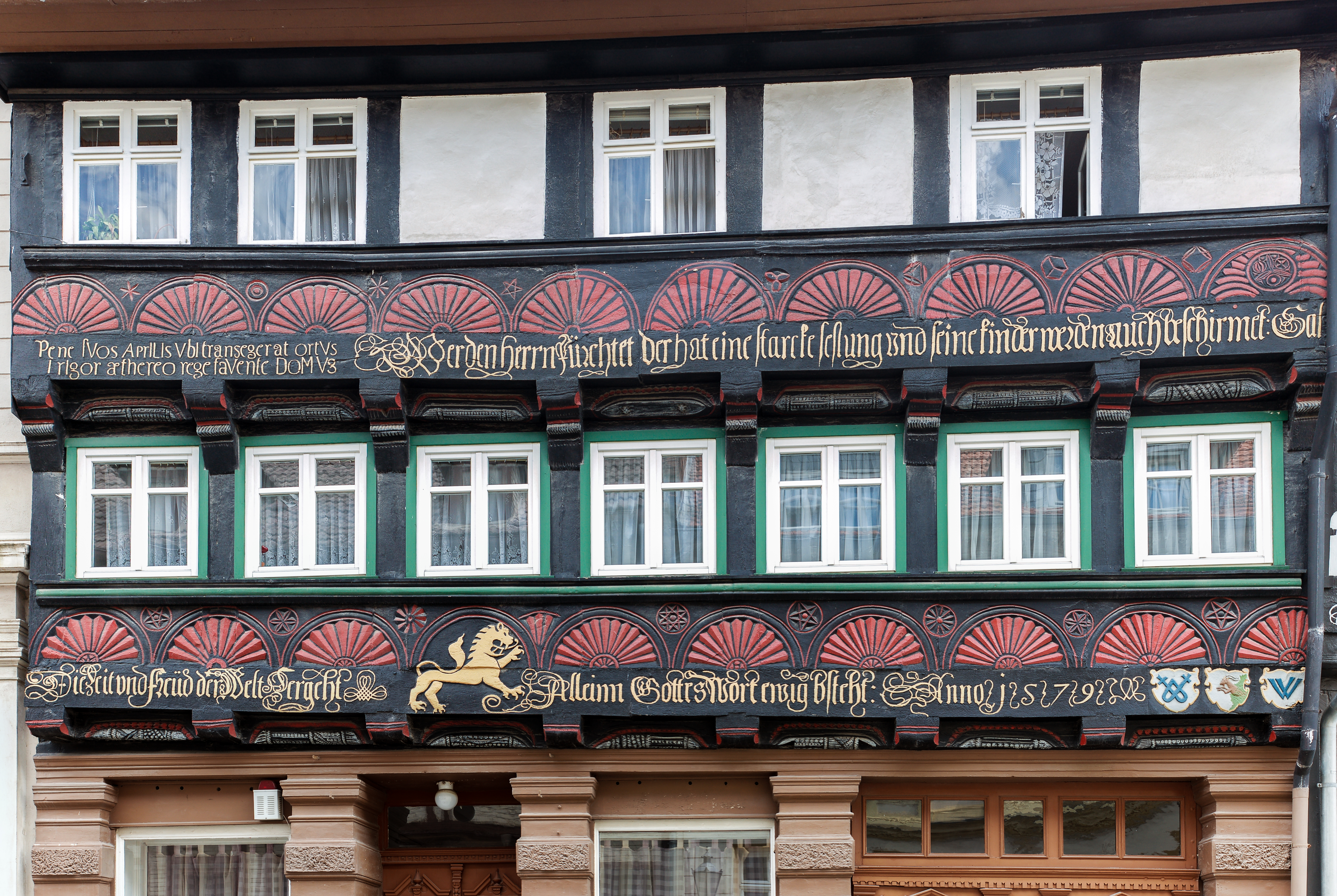
Barocke Bibelsprüche auf Stockwerkschwellen, 1579 (Osterwiek)
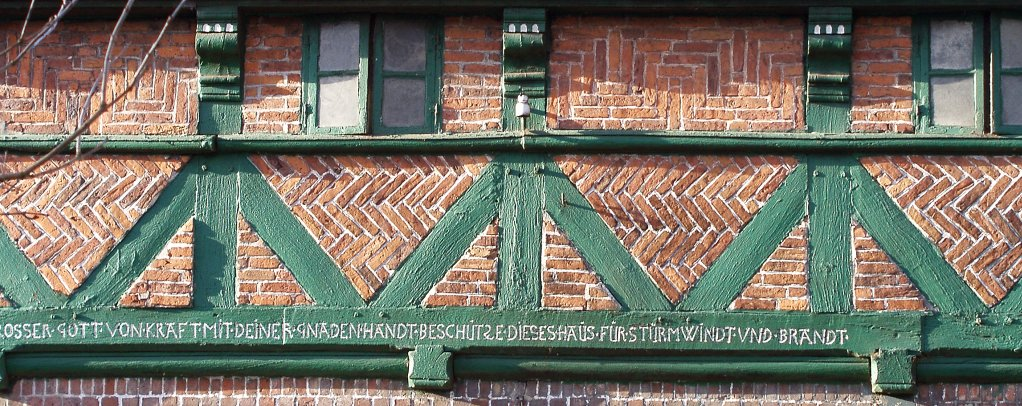
Bauherren- und Segensspruch von 1663 auf einer Stockwerkschwelle (Groß Nordende, Lander 6, Hof Döhren)
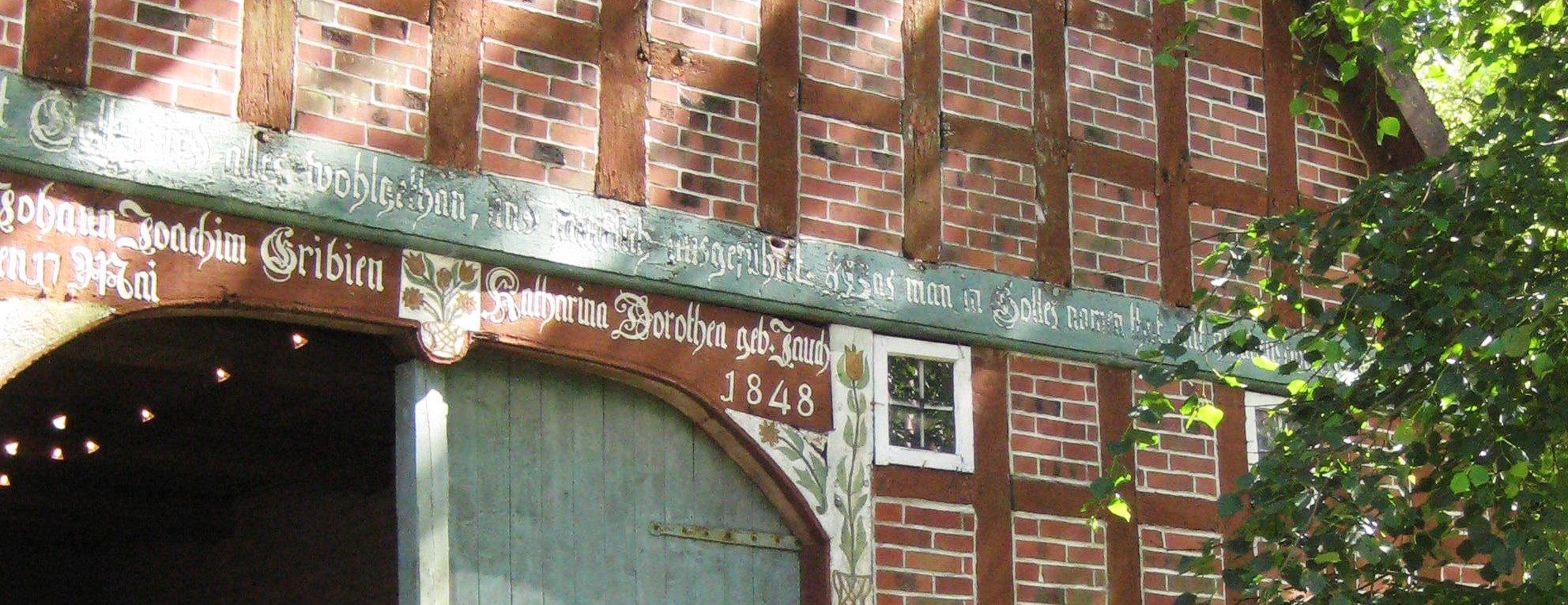
Stockwerkschwelle mit frommer Inschrift, 1848 (Wendland)

## Typische Schäden
Die Grundschwellen stellen das empfindlichste Bauglied des Fachwerks dar. Bei älteren Bauten liegt die Schwelle oft ohne darunter liegende Abdichtung direkt auf einem wechselnd feuchten Fundament oder Sockel. Noch problematischer ist das mit jeder Tiefbaumaßnahme ansteigende Bodenniveau, das viele Schwellen buchstäblich „im Dreck versinken“ lässt, woraufhin die Belastung durch Feuchte und Spritzwasser zu Holzfäulnis führt. Weitere Schadensursachen können dichte Anstriche sein, welche die Austrocknung behindern. Die Holzschädigung der Schwelle geschieht zunächst im nicht sichtbaren unteren Bereich, wo die Schwelle auf dem Fundament oder Sockel aufliegt, und schreitet dann im Inneren fort, während die Außenseiten meist noch lange Zeit keine sichtbaren Schäden zeigen.
Eine so geschädigte Schwelle muss in ihren geschädigten Bereichen ersetzt werden. Dafür ist eine Abstützung der aufsitzenden Fachwerkwand erforderlich. Die neue Schwelle sollte gegen stauendes Wasser geschützt eingebaut werden und eine Verdunstung anfallenden Wassers zu beiden Seiten ermöglichen. Ersatzhölzer sollten aus wiederverwendeten Althölzern bestehen, um schadensträchtigen Schwund neuer Hölzer zu vermeiden.

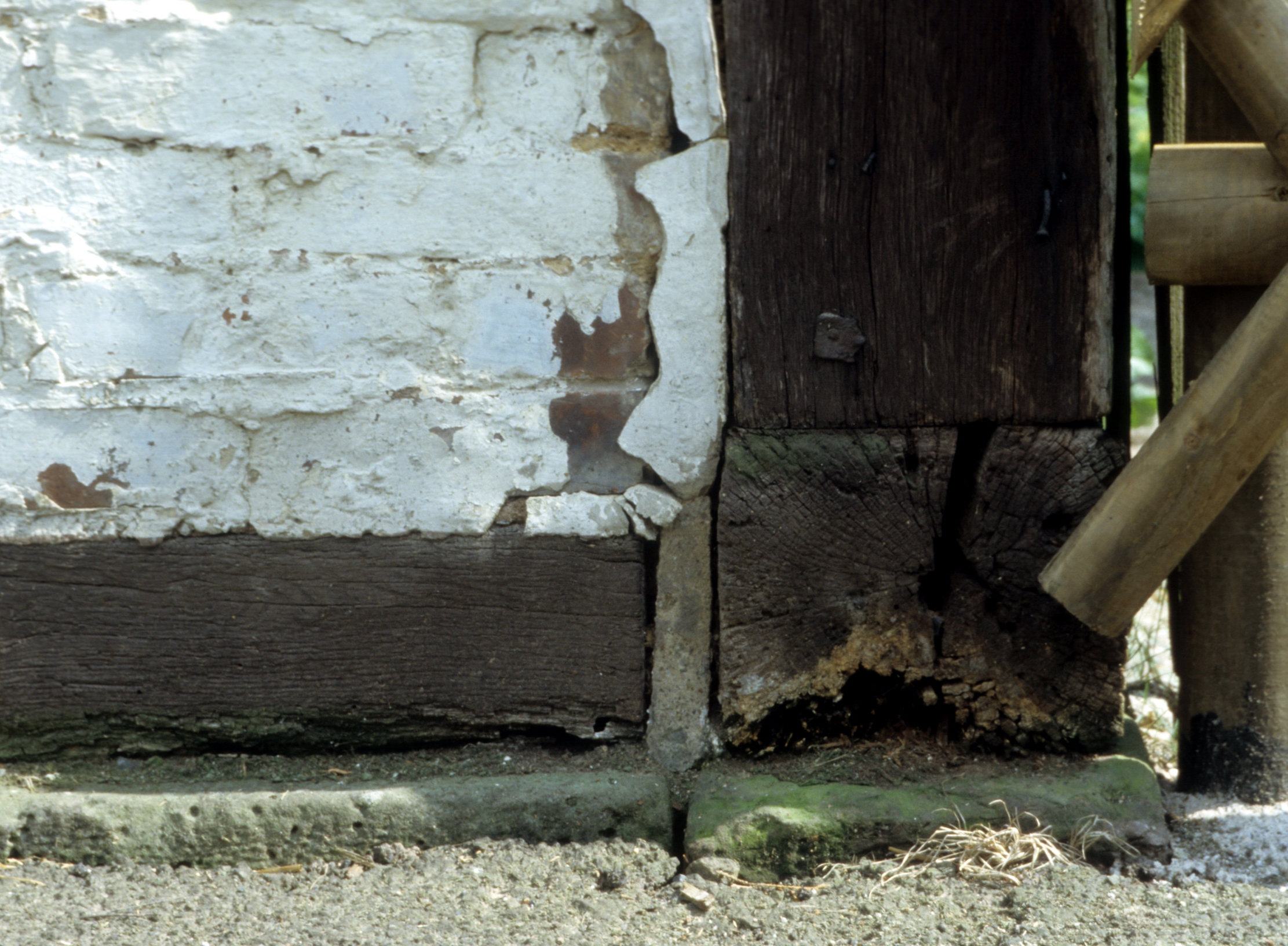
Fachwerkschwelle auf eingesunkenem Sockel mit typischen Fäulnisschäden
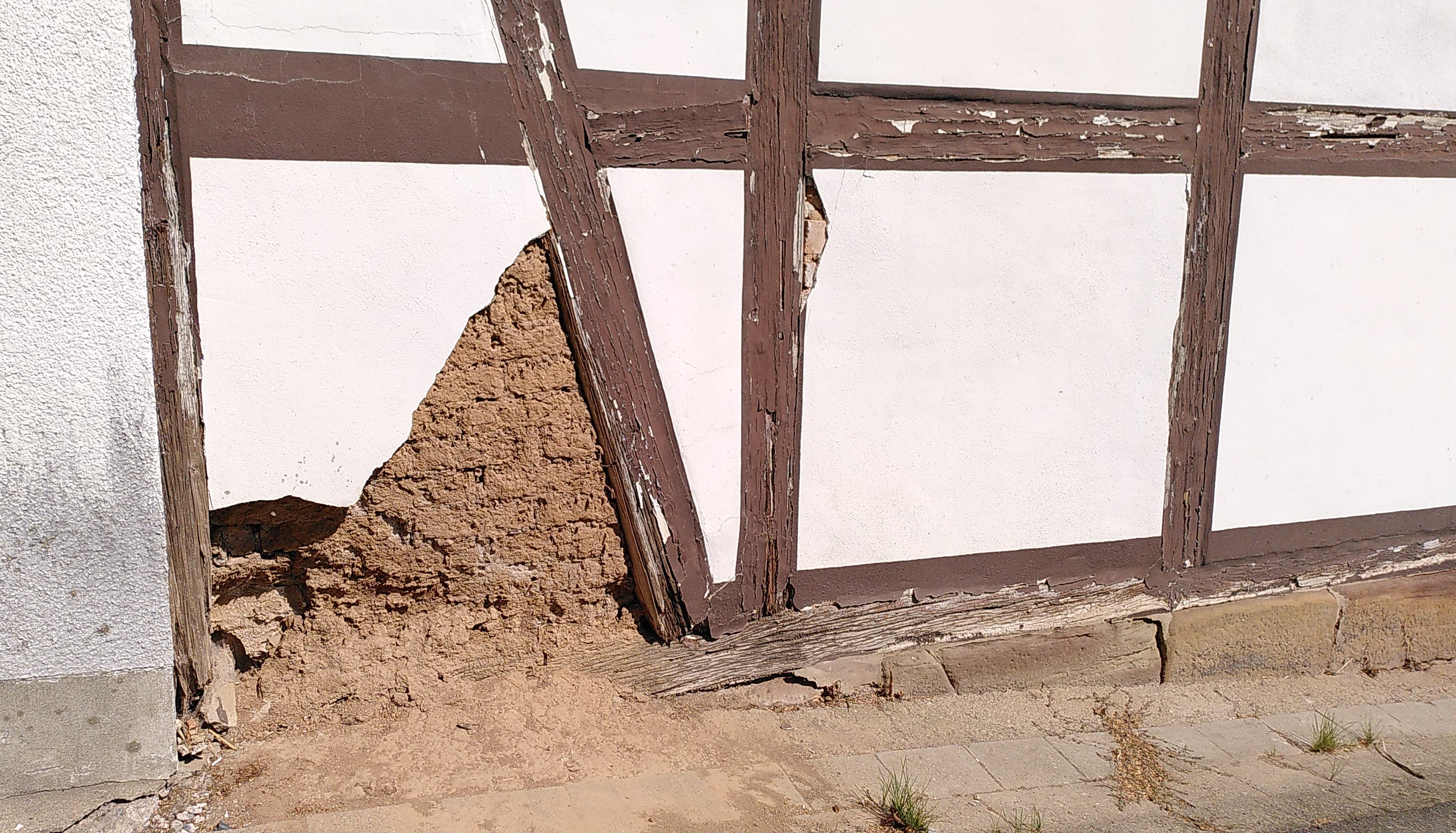
Eingesunkener Sockel, verrottende Fachwerkschwelle und sich auflösendes Gefach aus Lehmsteinen